# Kiwi Farms
Kiwi Farms, precedentemente noto come CWCki Forums (/ˈkwɪki/ kwih-kee) KWIH è un forum web che genera molestie nei confronti di personaggi e comunità online. I loro obiettivi sono spesso oggetto di trolling e stalking di gruppo organizzati, così come di doxing e molestie nella vita reale.
Kiwi Farms è stato associato alla morte di tre persone vittime di molestie e morte suicide.
Il coinvolgimento di Kiwi Farms in numerose controversie e campagne di molestie ha causato il blocco del forum da parte dei provider di servizi Internet oppure il rifiuto da parte di aziende informatiche di fornire i loro servizi.

## Storia
Kiwi Farms è stato fondato nel 2013 da Joshua Conner Moon (conosciuto con lo pseudonimo di "Null" sul sito web), un ex amministratore di 8chan. In origine era stato lanciato come un forum online per trollare ed infastidire un artista di webcomic che era stato notato per la prima volta nel 2007 sui forum di Something Awful. Il nome originale del sito web era "CWCki Forums" prima che il termine "Kiwi Farms" venisse coniato nel 2014.
Attualmente ospita discussioni che prendono di mira molti individui, tra i quali minoranze, donne, persone LGBTQ, persone neurodivergenti, persone considerate dagli utenti di Kiwi Farms malate di mente o deviate sessualmente, femministe, giornalisti, celebrità di Internet e appassionati di videogiochi o fumetti.
Nel 2019, dopo la sparatoria nella moschea di Christchurch, alcuni provider di servizi Internet in Nuova Zelanda hanno bloccato il sito dopo che aveva messo in rete sia la diretta streaming degli attentati che il manifesto pronunciato dall'autore della strage, Brenton Tarrant. Nel 2021, dopo il suicidio di Near, uno sviluppatore di software che era stato oggetto di molestie di gruppo mirate e organizzate da parte dei componenti del sito, DreamHost ha smesso di fornire i propri servizi di registrazione di domini a Kiwi Farms.
Dopo un periodo di raggiungibilità non garantita, The Daily Dot ha confermato che VanwaTech stava fornendo servizi di distribuzione di contenuti al sito, riportandolo così online. Nel settembre 2022, Kiwi Farms ha subito una sottrazione di dati; il gestore del sito ha detto agli utenti di presumere che gli indirizzi IP, gli indirizzi e-mail e le password fossero trapelati.

## Molestie
Gli obiettivi dei thread di Kiwi Farms sono spesso oggetto di trolling di gruppo organizzato, molestie e stalking, comprese molestie nella vita reale da parte degli utenti. Il sito prende di mira le persone transgender, le persone con disabilità, e coloro che i suoi utenti ritengono neurodivergenti. I bersagli delle molestie vengono chiamati sul forum "lolcows". Gli atti includono la pubblicazione delle informazioni personali delle vittime (" doxing"), il tentativo di farle licenziare dal lavoro, la segnalazione di reati commessi ai loro indirizzi fisici nel tentativo di inviare la polizia a casa loro ("swatting") e le persecuzioni ai loro familiari e amici.
Alcune delle campagne di molestie di Kiwi Farms sono continuate per mesi o anni, e alcune miravano a spingere le vittime al suicidio. Sia il proprietario del sito, Joshua Moon, tanto la base di utenti di Kiwi Farms sono stati descritti come antisemiti.
Clara Sorrenti, una attivista transgender e streamer di Twitch utilizzante lo pseudonimo "Keffals", è stata doxxata su Kiwi Farms in un thread dedicato a discutere di lei. Gli utenti del sito hanno pubblicato informazioni personali su di lei (ad esempio indirizzi, numeri di telefono) e su quelle dei suoi amici e familiari. Gli utenti del forum hanno anche fatto trapelare foto sessualmente esplicite di lei e le hanno inviato minacce. Successivamente l'attivista è stata fermata, arrestata e trattenuta per oltre dieci ore nell'agosto 2022, quando qualcuno le ha rubato l'identità e ha inviato false e-mail ai politici locali minacciandoli di violenza. Sorrenti venne poi scagionata da ogni accusa e la polizia riconobbe che l'incidente era stato un tentativo di swatting. Dopo aver pubblicato una foto del suo gatto sul letto dell'hotel, gli utenti di Kiwi Farms hanno identificato l'hotel dalle lenzuola nella foto ed essi hanno inviato diversi ordini di pizza all'hotel utilizzando il suo deadname. Essa in seguito fuggì dal paese dopo che la sua posizione fu nuovamente identificata da qualcuno che aveva hackerato il suo account Uber.
Il 24 agosto 2022, la deputata statunitense Marjorie Taylor Greene ha dichiarato in un'intervista a Newsmax di essere stata vittima di swatting due volte da un individuo che sosteneva di essere il moderatore di Kiwi Farms con lo pseudonimo "AltisticRight". Ha chiesto che il sito web venisse chiuso, dicendo: «Non dovrebbe esserci alcuna attività o servizio in cui puoi prendere di mira il tuo nemico. È assolutamente assurdo e questo è il tipo di illegalità che i democratici vogliono in tutto il paese.»
Una streamer di contenuti politici con lo pseudonimo online "Pxie" ha dichiarato in una causa federale negli Stati Uniti che un video che la ritraeva mentre era impegnata in atti sessuali è stato pubblicato su Kiwi Farms nel novembre 2024, dopodiché il video si è diffuso su siti web a luci rosse. Ha affermato di aver ricevuto "centinaia di messaggi offensivi e molesti" e di essersi sentita "sempre più umiliata, mortificata e depressa, e di aver iniziato a provare tendenze suicide" a seguito della diffusione del video online.

### Blocchi del servizio
Kiwi Farms ha per un periodo utilizzato i servizi di Cloudflare, un fornitore americano di servizi di hosting e sicurezza web. I servizi includono la protezione DDoS e la distribuzione tramite la rete di distribuzione dei contenuti di Cloudflare. A seguito della campagna di molestie di Kiwi Farms contro Sorrenti, nell'agosto 2022 è stata avviata una campagna per cercare di convincere Cloudflare a interrompere la fornitura di servizi al sito. La NBC News sostiene che ciò è stato fatto per consentire degli attacchi informatici contro Kiwi Farms. Mentre inizialmente Cloudflare aveva difeso la propria decisione di continuare a lavorare con Kiwi Farms, il 3 settembre 2022, Cloudflare ha ufficialmente bloccato il sito dall'utilizzo dei suoi servizi. Altri fornitori di middleware, come hCaptcha, hanno seguito l'esempio interrompendo il supporto per Kiwi Farms.
Sebbene il sito sia stato brevemente offline a causa della decisione di Cloudflare, è tornato online in modo intermittente il 4 settembre 2022, tramite il fornitore di servizi russo DDoS-Guard e un dominio russo che era stato registrato il 12 luglio 2021. L'analista della NBC ed ex vicedirettore dell'FBI per il controspionaggio Frank Figliuzzi ha affermato che passando ai server russi, Kiwi Farms "potrebbe facilmente diventare una minaccia crescente" DDoS-Guard ha smesso di fornire servizi a Kiwi Farms il 5 settembre 2022, rendendo inaccessibile anche il dominio russo del sito.
Da allora Joshua Moon ha affermato il contrasto a Kiwi Farms è stato "un attacco organizzato" e che esiste "una coalizione di criminali che cerca di incastrare il forum per il proprio comportamento", il che fornisce "opportunità alle vittime professionali di amplificare il loro messaggio". Moon ha anche commentato che non vede uno scenario realistico che consenta a Kiwi Farms di rimanere online. Il 6 settembre 2022, The Daily Dot ha confermato che VanwaTech stava fornendo servizi di rete di distribuzione di contenuti al sito, riportandolo quindi online.

### Suicidi delle vittime di molestie
È risaputo le campagne di molestie da parte degli utenti di Kiwi Farms hanno contribuito al suicidio di almeno tre individui. La comunità di Kiwi Farms considera un obiettivo quello di spingere i propri bersagli al suicidio e ha celebrato tali decessi con un contatore sul suo sito web.
Nel 2013, la sviluppatrice di videogiochi americana Chloe Sagal divenne un bersaglio di Kiwi Farms dopo che il sito web Eurogamer aveva segnalato la campagna di crowdfunding Indiegogo di Sagal come "attività sospetta". La Sagal aveva infatti racimolato oltre 30.000 dollari sulla piattaforma per un trattamento di cura da avvelenamento da metalli al fine di rimuovere delle schegge conficcatesi in un incidente automobilistico, ma il sito web ha riferito Sagal aveva invece intenzione di utilizzare il ricavato per un intervento di riassegnazione del sesso. Sagal commise in seguito autoimmolazione il 19 giugno 2018, e diversi resoconti attribuirono ciò ad anni di molestie da parte di Kiwi Farms.
Julie Terryberry, una donna canadese, è morta suicida nel 2016 a seguito delle continue molestie da parte degli utenti di Kiwi Farms. Dopo la morte di Terryberry, Joshua Moon pubblicò un annuncio sul forum sostenendo che Kiwi Farms e i suoi utenti non avevano alcuna responsabilità per il suicidio.
In un thread di Twitter pubblicato il 27 giugno 2021, Near, uno sviluppatore di software giapponese con pseudonimo, noto per il suo lavoro sull'emulatore di videogiochi Higan, ha descritto le molestie a lungo termine subite da parte degli utenti di Kiwi Farms. Near ha dichiarato che loro e i loro amici erano stati doxxati e spinti al suicidio dai membri del sito web, e lo stesso Near era stato deriso per essere autistico. Il 28 giugno, Hector Martin ha pubblicato un link a un documento di Google il quale a sua detta proveniva da un amico comune suo e di Near, nel quale si affermava Near era morto suicida e che le molestie da parte di Kiwi Farms equivalevano a omicidio. Martin ha successivamente riferito il 28 giugno di aver parlato con la polizia che ha confermato che Near era morto il giorno precedente. Il 23 luglio 2021, USA Today ha riferito di aver confermato con l'ex datore di lavoro di Near che erano morti.

### Denuncia per diffamazione
Nel maggio 2023, la difensore degli interessi degli sviluppatori Liz Fong-Jones ha intentato una causa per diffamazione contro la società Flow Chemical con sede a Brisbane e il suo direttore, Vincent Zhen. La causa sosteneva che l'azienda stava contribuendo a mantenere online Kiwi Farms, sito che aveva doxxato e preso di mira lei e altre persone LGBTQ. Poiché Flow Chemical e Zhen non hanno depositato una difesa per il caso, nel luglio 2023 è stata emessa una sentenza ingiuntiva contro di loro e nell'ottobre 2023 è stato loro ordinato di pagare a Fong-Jones 445.000 dollari più le spese.

## Altre controversie

### Sparatorie nella moschea di Christchurch
Nel marzo 2019, Kiwi Farms ha ripubblicato sia la diretta streaming che il manifesto di Brenton Tarrant, l'autore della sparatoria nella moschea di Christchurch del 2019. Poco dopo, il proprietario del sito web Joshua Moon rifiutò pubblicamente la richiesta della polizia neozelandese di consegnare volontariamente tutti i dati sui post sulla sparatoria, compresi gli indirizzi email e IP dei poster del forum. Moon riteneva la richiesta un tentativo di censura e sosteneva le autorità neozelandesi "non hanno l'influenza per sradicare un video da Internet" e "non hanno la portata legale per imprigionare chiunque lo abbia pubblicato". Kiwi Farms era uno dei numerosi siti web bloccati dai provider di servizi Internet neozelandesi dopo l'attacco.

### Riconoscimento dell'autore della fan fictionMy Immortal
Nel 2017, l'utente di Tumblr e scrittrice di narrativa per giovani adulti Rose Christo ha affermato di essere l'autrice della fan fiction di Harry Potter My Immortal, che, a suo dire, aveva redatto per ritrovare il fratello scomparso. Ha annunciato che la Macmillan Publishers avrebbe pubblicato un libro di memorie, Under the Same Stars: The Search for My Brother and the True Story of My Immortal, sulla creazione della fan fiction e sulla sua infanzia di abusi e sulle sue esperienze come nativa americana nel sistema di affidamento di New York.
Su Kiwi Farms venne creato un thread in cui si discuteva delle sue affermazioni. Il fratello rispose al thread di Kiwi Farms, dicendo che la storia era quasi del tutto falsa, inclusa la loro discendenza nativa americana, il fatto fossero andati in affidamento e la sua ricerca per trovare suo fratello, che costituiva il centro delle sue memorie. L'autrice ammise poi di aver falsificato i documenti a sostegno della sua storia, ma ha confermato di aver scritto My Immortal. La Macmillan Publishers decise quindi di annullare la pubblicazione prevista.